# Astephanus triflorus
Astephanus triflorus är en oleanderväxtart som först beskrevs av Carl von Linné d.y., och fick sitt nu gällande namn av Schult.. Astephanus triflorus ingår i släktet Astephanus och familjen oleanderväxter. Inga underarter finns listade i Catalogue of Life.